# Луи II дьо Бурбон
Луи II дьо Бурбон, нар. Добрия (на френски: Louis II le Bon; * 4 август 1337; † 19 август 1410, Монлюсон, Кралство Франция) е 3-ти херцог на Бурбон от 1356 г., граф на Клермон ан Бовези (1356 – 1404), граф на Форез и господар на Меркер от 1372 г. (по силата на брак), френски военачалник.

## Произход
Луи е син на херцог Пиер I дьо Бурбон (* 1311, † 1356), 2-ри херцог на Бурбон (1342 – 1356), и Изабела дьо Валоа (* 1313, † 1383). Брат е на:
- Жана (* 1338, † 1378), кралица на Франция като съпруга на Шарл V
- Бланш (* 1338, † 1361); ∞ 3 юни 1353 за Педро I Жестокия (* 1334, † 1369), крал на Кастилия и Леон
- Бона (* 1340, † 1403), графиня на Савоя като съпруга на Амадей VI, Зеления граф
- Екатерина (* 1342, † 1427), съпруга на Жан VI, граф на Аркур и на Омал, барон на Елбьоф
- Маргарита (* 1344, † пр. 1416), съпруга на Арно-Аманийо д'Албре, господар на Албре, виконт на Тартас, граф на Дрьо
- Изабела († 1345)
- Мария (* 1347, † 1401), приореса на Поаси (1364), игуменка на Поаси (1380).

## Биография

### Управление
Луи е верен поддръжник на кралете на Франция Жан II Добрия и Шарл V, мъж на сестра му Жана дьо Бурбон.
След гибелта на баща си Пиер I дьо Бурбон в битката при Поатие през 1356 г. Луи наследява Херцогство Бурбон.
През 1359 г. Луи помага на обсадения от армията на краля на Англия Едуард III в град Реймс. Той е един от заложниците изпратени Англия да гарантират изплащане на откупа за краля на Франция Жан II Добрия, попаднал в плен по време на битката при Поатие през 1356 г. Луи се връща във Франция от плен едва през 1367 г., вече след смъртта на Жан II.
През 1368 – 1370 г. Луи се сражава против англичаните в Поату и Гиен, помагайки на новия крал на Франция Шарл V Мъдри да отвоюва превзетите от англичаните земи. Следвайки инструкцията на Шарл V и конетабъл Бертран дьо Геклен, Луи не встъпва в крупни сражения. С победи в неголеми схватки постепенно завладява големи крепости в Лимузен, Бретан и Гиен.
Първоначално той превзема Ла Рош, Бовоар и Монтско. През 1369 г. Едмънд Лангли, граф на Кеймбридж, и Джон Монтагю, граф на Солсбъри, превземат замъка Бел Перш в Бурбон, където по това време е майката на Луи. Чрез глашатай те информират Луи, че майка му ще бъде изведена от замъка под ескорт, и предлагат да се опитат да я заловят, но Луи отказа да направи това, за да не застраши живота на майка си, и упреква противниците си за липсата на рицарско уважение към дамата.
През 1371 г. Луи заедно с херцог Жан дьо Бери обсажда и превзема Лимож. Към 1374 г. той превзема практически всички големи крепости в Руерге, Поату, Сентоже и Турен. През 1374 г. по време на похода в Гиен заедно с Луи I Анжуйски, отвоюва Ажен и Бигор, а така превзема и Реол.
След сключеното примирие между Англия и Франция през 1374 г. Луи II дьо Бурбон успява да разгроми бандите от наемници, останали в неговото херцогство. По-късно откликва на призива на краля на Кастилия Енрике II Трастамара и пристига в Бургос за участие в поход против маврите. Когато разбира, че походът се планира за Португалия, Луи отказва да участва и се връща обратно във Франция.
През 1378 г. Шарл V изпраща Луи в Нормандия за борба против краля на Навара Шарл II Злия, където той успява да превземе голяма част силните крепости.
След смъртта на Шарл V през 1380 г. Луи участва в регентския съвет при малолетния крал Шарл VI. Не успява обаче да попречи на анархията, която възниква заради борбата за власт между херцога на Бургундия Жан Безстрашни и херцог Луи Орлеански. Той накрая избира страната на херцог Луи.
От 1385 г. Луи отново се бие срещу англичаните при Гиен.
През 1390 г. по искане на Република Генуа Луи отива в Тунис, където участва в обсадата на Картаген. През 1391 г. той предприема експедиция с 80 кораба срещу пиратските държави на пиратите в Северна Африка. Малко след това Луи се завръща във Франция.
Въпреки факта, че Луи е член на регентския съвет при Шарл VI, той не може да предотврати анархията, възникнала поради лудостта на краля и борбата за власт между херцога на Бургундия Жан Безстрашни и херцога на Орлеан Луи. В крайна сметка той избира страната на херцог Луи.
Луи II е първият херцог, който се установява в Бурбон и се грижи за интересите на своите поданици.

### Кръстоносен поход до Махдия-Тунис
Луи ІІ ръководи т. нар. Берберски кръстоносен поход – генуезко-френска военна експедиция, насочена срещу средиземноморските берберски пирати. Част от него е обсадата на Махдия, Тунис, която е основна база на пиратите. Всичко започва с изпращане на генуезки пратеници, които молят френския крал Шарл VI за помощ срещу берберските пирати. Генуа предоставя продоволствие, 12 000 стрелци и 8000 пешаци. От френска страна участват 1500 тежковъоръжени рицари, ръководени от Луи ІІ Бурбон, който е военачалник от Стогодишната война. Така армада от около 60 кораби напуска Генуа на 1 юли 1390 г. Кръстоносците обсаждат Махдия в продължение на около два месеца.
След време и двете страни осъзнават, че имат интерес от примирие, тъй като кръстоносците разбират, че нямат достатъчно обсадни машини, а берберите не могат да се справят с тежко въоръжените нашественици. С участието на Генуа се сключва примирие за 10 г., като пиратството намалява вследствие на това. Затова французите се връщат като победители, като загубите им са около 20% от живата сила.

## Брак и потомство
∞ 19 август 1371 за Ана дьо Оверн (* 1358, † 1417), графиня на Форез и господарка на Меркер, дъщеря на Беро II Велики, дофин на Оверн и граф на Клермон. От нея има двама сина и две дъщери:
- Катерина дьо Бурбон (* 1378, † млада)
- Жан I дьо Бурбон (* 1381 † 1434), 4-ти херцог на Бурбон от 1410 г., граф на Форез от 1417 г., ∞ 21 юни 1401 за Мария I дьо Бери (* 1375, † юни 1434, Лион), херцогиня на Оверн и графиня на Монпансие от 1416 г., дъщеря на Жан, херцог на Бери,[2] от която има трима сина и една дъщеря. Има и шест извънбрачни деца.
- Изабела дьо Бурбон (* 1384, † сл. 1451), монахиня в Поаси, през 1400 г. сгодена за Ейрик III Померански, крал на Норвегия, Дания и Швеция
- Луи дьо Бурбон (* 1388, † 1404), господар на Божьо

Освен това, Луи има петима извънбрачни сина:
- Хектор (* 1391, † 1414), господар на Рошфор и на Дампиер ан Шампан
- Персевал (* 1402, † 1415)
- Пиер
- Жак († 1422), монах-целестинец през 1422 г.
- Жан († 1419), господар на Танри през 1419 г.